# Seznam enot nepremične kulturne dediščine v Občini Radenci
Seznam enot nepremične kulturne dediščine v Občini Radenci.

## Seznam
| Slika | Ime                               | Evidenčna številka | Kraj           | Leto razglasitve | Vrsta spomenika  | Tip spomenika               | Časovna uvrstitev    | Opis |
| ----- | --------------------------------- | ------------------ | -------------- | ---------------- | ---------------- | --------------------------- | -------------------- | --- |
|       | Gomilno grobišče Boračevski les   | 931                | Boračeva       | 2007             | lokalnega pomena | arheološka dediščina        | rimska doba          | Nepoškodovani in časovno neopredeljivi gomili. |
|       | Kapelica v središču vasi          | 13562              | Boračeva       |                  |                  | sakralna stavbna dediščina  | konec 19. stoletja   | Kapelico z zvonikom iz leta 1874. Členijo jo pilastri, podstrešni venec in trikotno čelo. |
|       | Znamenje ob cesti                 | 14027              | Boračeva       |                  |                  | sakralna stavbna dediščina  | 19. stoletje         | Znamenje iz 19. stol., je povsem brez profilacije. Večja niša ob cesti in dve manjši sta poslikani. Znamenje pokriva dvokapnica z bobrovcem. Znamenje stoji blizu hiše Boračeva 16a. |
|       | Domačija Hrastje Mota 10          | 14031              | Hrastje-Mota   | 2007             | lokalnega pomena | profana stavbna dediščina   | konec 19. stoletja   | Domačijo sestavljajo pritlična zidana vrhkletna hiša z letnico 1891 na portalu ter dve gospodarski poslopji. Kmečka hiša je krita z opečno dvokapnico in ima ohranjeno bogato fasadno profilacijo. |
|       | Domačija Hrastje Mota 30          | 14032              | Hrastje-Mota   | 2007             | lokalnega pomena | profana stavbna dediščina   | sredina 19. stoletja | Domačijo sestavljajo pritlična zidana vrhkletna hiša z letnico 1866 na bogato okrašenem kamnitem portalu, krita z opečno dvokapnico, pravokotno prizidano gospodarsko poslopje s kaščo, svinjaki in vodnjak.                                                                                                  |
|       | Gomilno grobišče Gomilce          | 14855              | Hrastje-Mota   | 2007             | lokalnega pomena | arheološka dediščina        | rimska doba          | Na površini že uničeno, časovno neopredeljeno gomilno grobišče. |
|       | Gomilno grobišče Gomilce I        | 947                | Hrastje-Mota   | 2007             | lokalnega pomena | arheološka dediščina        | rimska doba          | Prazgodovinsko ali rimskodobno gomilno grobišče, že izravnano. |
|       | Hiša Hrastje Mota 34              | 14033              | Hrastje-Mota   |                  |                  | profana stavbna dediščina   | sredina 19. stoletja | V okviru prenovljene domačije je ohranjena tipična vrhkletna kmečka hiša z dekorativno oblikovanim kamnitim portalom z letnico 1861. Ob hiši stoji lesen križ. |
|       | Kapela v središču vasi Hrastje    | 12285              | Hrastje-Mota   |                  |                  | sakralna stavbna dediščina  | 19. stoletje         | Vaška kapela z zvonikom nad trikotnim čelom in stavbnim pohištvom (okna, vrata) z lesenim krogovičjem. V njej so klopi za verouk. Kapela je na tem mestu stala že v 19. stol. |
|       | Kapela v središču vasi Mota       | 12286              | Hrastje-Mota   |                  |                  | sakralna stavbna dediščina  | začetek 20. stoletja | Kapelica iz prve polovice 20. stoletja ima polkrožen apsidalni zaključek in masiven zvonik. Fasada je nerazčlenjena. Streha in stolp sta krita s pločevino. |
|       | Rojstna hiša Jakoba Missie        | 1002               | Hrastje-Mota   | 2007             | lokalnega pomena | memorialna dediščina        | začetek 20. stoletja | Kmečka hiša v kateri je bil l. 1838 rojen Jakob Missia, prvi kardinal slovenskega rodu. V kardinala je bil posvečen l. 1899. Njemu je posvečena spominska plošča, vgrajena na čelni fasadi rojstne hiše leta 1934. Hiša stoji v Hrastje Mota 35.                                                              |
|       | Domačija Hrašenski Vrh 1          | 13572              | Hrašenski Vrh  |                  |                  | profana stavbna dediščina   | konec 18. stoletja   | Lesena, z ilovico ometana pritlična domačija z gospodarskim delom v L, je bila nekoč krita s slamo. V njej je ohranjena črna kuhinja, na notranjem tramu je letnica 1791. |
|       | Znamenje                          | 14034              | Hrašenski Vrh  | 2007             | lokalnega pomena | sakralna stavbna dediščina  | konec 19. stoletja   | Kip sedečega trpečega Kristusa je postavljen na neogotsko oblikovan podstavek. Podstavek z letnico 1897 ima štiri šilastoločne niše. Kip pokriva sočasna pločevinasta strešica - baldahin. Znamenje stoji pri hiši Hrašenski Vrh 19.                                                                          |
|       | Janžev hram                       | 986                | Janžev Vrh     | 2007             | lokalnega pomena | profana stavbna dediščina   | sredina 19. stoletja | Pritlična podkletena (obokana klet) gosposka zidanica iz sredine 19. stol., z ohranjeno prešo. Ob zidanici dve novejši gospodarski poslopji in zidana pritlična stavba, verjetno nekdanja viničarija. Sredi dvorišča sta vodnjak in manjši parkovni nasad. Janžev hram stoji na Janževem vrhu št. 52.         |
|       | Kapelica pri gasilskem domu       | 20732              | Janžev Vrh     |                  |                  | sakralna stavbna dediščina  | sredina 19. stoletja | Kapelica odprtega tipa iz sredine 19. stoletja je zgrajena na trikotnem tlorisu. Pokriva jo čebulasto oblikovana streha iz pločevine. V nišah so freske. |
|       | Kapelica pri hiši Janžev Vrh 7    | 14035              | Janžev Vrh     |                  |                  | sakralna stavbna dediščina  | konec 19. stoletja   | Kapelica odprtega tipa iz okoli 1900 ima v poglobljeni niši ob cesti naslikan motiv sv. Trojice. Ob straneh sta dve manjši niši s poslikavami. |
|       | Viničarija Janžev Vrh 54          | 13573              | Janžev Vrh     |                  |                  | profana stavbna dediščina   | konec 19. stoletja   | Pritlična, delno zidana in delno lesena viničarija s konca 19. stol. je pokrita z opečno kritino, ki je nadomestila slamo. V njej je ohranjena preša. |
|       | Kapelica                          | 27486              | Janžev Vrh     |                  |                  | sakralna stavbna dediščina  | sredina 19. stoletja | Kapelica odprtega tipa iz leta 1851 je grajena na kvadratni tlorisni zasnovi. Vse štiri fasade imajo niše s freskami. Nad trikotnimi čeli je pločevinasta streha. Kapelica stoji na križišču ceste Janžev Vrh - Gornja Radgona in južno od križišča Spodnji Ivanci - Gornja Radgona.                          |
|       | Cerkev sv. Marije Magdalene       | 958                | Kapelski Vrh   | 2007             | lokalnega pomena | sakralna stavbna dediščina  | začetek 19. stoletja | Enotno zasnovana (arhitektura, poslikava, oprema) cerkev, zgrajena med 1823 - 1824. Sestavljajo jo zidana lopa z lizenami na vogalih, v tlorisu pravokotna ladja z dvema kapelama in prezbiterij z nadstropno zakristijo. 1885 jo je poslikal J. Brollo .                                                     |
|       | Gomilno grobišče                  | 934                | Kapelski Vrh   | 2007             | lokalnega pomena | arheološka dediščina        | rimska doba          | Nepoškodovani (sploščeni) in časovno neopredeljivi gomili (visoki sta 0,4 in 1,2 m, s premerom 9 in 17,5 m). |
|       | Kapelica pri hiši Kapelski Vrh 22 | 14036              | Kapelski Vrh   |                  |                  | sakralna stavbna dediščina  | začetek 20. stoletja | Kapelica iz prve polovice 20. stoletja ima trikotno zaključene okenske in vratno odprtino. Fasado členijo še pilastri na vogalih, ki nosijo gredo pod podstrešnim vencem. |
|       | Zidanica Kapelski Vrh 100         | 987                | Kapelski Vrh   | 2007             | lokalnega pomena | profana stavbna dediščina   | konec 18. stoletja   | Nadstropna podkletena gosposka zidanica iz 1780 z obokano kletjo in čopasto opečno streho. V nadstropju je lesen gank, ki poteka vzdolž čelne in dvoriščne fasade. V pritličnem prizidku iz 1805 je prostor za prešo.                                                                                         |
|       | Zidanica Kapelski Vrh 103         | 14037              | Kapelski Vrh   |                  |                  | profana stavbna dediščina   | sredina 17. stoletja | Nekdanjo gosposko zidanico sestavljata nadstropna stanovanjska hiša in pravokotno nanjo postavljeno pritlično gospodarsko poslopje. Na kamnitem portalu obokane kleti je letnica 1659. |
|       | Zidanica Kapelski Vrh 104         | 988                | Kapelski Vrh   | 2007             | lokalnega pomena | profana stavbna dediščina   | konec 19. stoletja   | Nadstropna gosposka zidanica iz 19. stol., krita s strmo dvokapnico, ima obokano klet ter v nadstropju na dvoriščni strani lesen gank, na čelni strani pa leseno verando. V pritličnem podaljšku je prostor za prešo.                                                                                         |
|       | Domačija Kobilščak 7              | 13577              | Kobilščak      | 2007             | lokalnega pomena | profana stavbna dediščina   | začetek 20. stoletja | Pritlična zidana domačija z ohranjenim tradicionalnim tlorisom pod skupno streho združuje stanovanjski in gospodarski del. Je v celoti podkletena in prekrita z opečno kritino. Izvira z začetka 20. stoletja.                                                                                                |
|       | Viničarija Kobilščak 6            | 13578              | Kobilščak      | 2007             | lokalnega pomena | profana stavbna dediščina   | konec 19. stoletja   | Pritlična cimprana viničarija s konca 19. stoletja je delno ometana z ilovico, del s črno kuhinjo pa je zidan iz opeke. V njej je delno ohranjeno staro stavbno pohištvo. Nekdanjo slamnato streho je nadomestila opečna kritina.                                                                             |
|       | Viničarija Kobilščak 8            | 13579              | Kobilščak      | 2007             | lokalnega pomena | profana stavbna dediščina   | 19. stoletje         | Viničarijo iz 19. stoletja s tlorisom v obliki črke L, ki pod skupno streho združuje bivalni in gospodarski del pokriva opečna dvokapnica. Ohranjeno je originalno stavbno pohištvo in stara preša. |
|       | Viničarija Kobilščak 20           | 13580              | Kobilščak      |                  |                  | profana stavbna dediščina   | konec 18. stoletja   | Deloma kamnita, deloma lesena pritlična zidanica s preloma 18. in 19. stol. Zidanica z mogočno obokano kletjo je porušena. |
|       | Kapelica pri hiši Melanjski Vrh 2 | 14043              | Melanjski Vrh  |                  |                  | sakralna stavbna dediščina  | začetek 20. stoletja | Kapelica z začetka 20. stoletja ima trikotno čelo nad vhodom. Na apsidalni strani je tikotno čelo poudarjeno z vertikalno profilacijo. |
|       | Znamenje                          | 14043              | Murski Vrh     | 2007             | lokalnega pomena | sakralna stavbna dediščina  | sredina 17. stoletja | Zgodnjebaročen steber s kipom Marije z detetom iz leta 1671, visok več kot tri metre. Baza stebra je trikrat stopnjevana. Znamenje je bilo restavrirano 1872 in prestavljeno 1966. Nad Marijinim kipom je pločevinast baldahin iz 19. stoletja.                                                               |
|       | Domačija Murščak 31               | 13597              | Murščak        |                  |                  | profana stavbna dediščina   | začetek 20. stoletja | Zidana pritlična domačija iz leta 1912. Pod skupno streho je v L dodano gospodarsko poslopje s klasično prešo. Ohranjena je originalna fasadna profilacija. Pred hišo je vodnjak. |
|       | Domačija Murščak 38               | 13598              | Murščak        |                  |                  | profana stavbna dediščina   | začetek 19. stoletja | Domačijo na vogel iz prve polovice 19. stoletja sestavljata pritlična hiša in gospodarsko poslopje, krita z enotno dvokapno streho. Cestno fasado hiše krasi večje razpelo. Ob dvorišču je manjši objekt, zgrajen po 2. svetovni vojni.                                                                       |
|       | Kapelica pri hiši Murščak 31      | 14045              | Murščak        |                  |                  | sakralna stavbna dediščina  | začetek 20. stoletja | Kapelica iz prve polovice 20. stoletja ima majhen lesen zvonik in nečlenjeno fasado. Okna so polkrožno zaključena. |
|       | Kapelica pri šoli                 | 14046              | Murščak        |                  |                  | sakralna stavbna dediščina  | konec 19. stoletja   | Kapelica visoka 3,5 m iz okoli 1900 ima trikotno čelo. Fasado členijo pilastri, ki nosijo gredo, portal neogotski. V kapelici je 1 m visok kip Kristusa in freski v nišah. |
|       | Dolevečeva klet                   | 17533              | Okoslavci      | 2007             | lokalnega pomena | profana stavbna dediščina   | začetek 19. stoletja | Nekdanja viničarija z začetka 19. stol. Lesena stavba podolžnega tlorisa je delno ometana z ilovico in krita s salonitnimi ploščami, nekoč s slamo. Ohranjena je klasična preša, črna kuhinja je predelana. Stavba stoji pri hiši Okoslavci 51.                                                               |
|       | Domačija Okoslavci 34             | 14048              | Okoslavci      | 2007             | lokalnega pomena | profana stavbna dediščina   | začetek 20. stoletja | Domačijo sestavljajo zidana vrhkletna pribrežna hiša iz 1903 z bogato fasadno profilacijo, gospodarsko poslopje s štirno in vodnjakom, ki stoji v podaljšku hiše ter večje podkleteno gospodarsko poslopje s prešo in čebelnjakom.                                                                            |
|       | Domačija Okoslavci 62             | 14049              | Okoslavci      | 2007             | lokalnega pomena | profana stavbna dediščina   | konec 19. stoletja   | Domačijo sestavljajo zidana pritlična vrhkletna hiša z letnico 1895 na kamnitem portalu, skupina gospodarskih poslopij ter vodnjak. Hiša z bogato fasadno profilacijo je krita s salonitno dvokapnico. |
|       | Domačija Okoslavci 72             | 14050              | Okoslavci      |                  |                  | profana stavbna dediščina   | konec 19. stoletja   | Domačijo sestavljajo vrhkletna hiša z letnico 1882, dve gospodarski poslopji in vodnjak. Hišo odlikuje bogata fasadna profilacija in originalno stavbno pohištvo. |
|       | Domačija Okoslavci 73             | 14051              | Okoslavci      |                  |                  | profana stavbna dediščina   | konec 19. stoletja   | Zidana vrhkletna kmečka hiša ima na kamnitem portalu letnico 1873. Ohranjen je del nekdanjega, v obliki črke L dodanega gospodarskega poslopja in opuščen vodnjak. |
|       | Hiša Okoslavci 65                 | 14052              | Okoslavci      | 2007             | lokalnega pomena | profana stavbna dediščina   | začetek 20. stoletja | Zidana pritlična kmečka hiša, zgrajena leta 1914, ima bogato fasadno profilacijo. Rizalitno poudarjen vhodni portal sooblikuje ohranjena kapelica. Okna krasijo kovane mreže in lesene polkne. |
|       | Kapelica na polju                 | 14053              | Okoslavci      |                  |                  | sakralna stavbna dediščina  | začetek 20. stoletja | Velika kapelica z zvonikom iz 1925 dostopna preko stopnišča. Fasada je členjena s trikotnim čelom s štukaturo, lizenami in arkadnim vencem. |
|       | Kapelica pri hiši Okoslavci 8     | 14054              | Okoslavci      |                  |                  | sakralna stavbna dediščina  | začetek 20. stoletja | Kapelica iz prve polovice 20. stoletja ima trikotno zaključene okenske in vratne odprtine. V trikotnem čelu nad vhodom je upodobljen Kristus. |
|       | Rimskodobno gomilno grobišče      | 938                | Okoslavci      | 2007             | lokalnega pomena | arheološka dediščina        | rimska doba          | Tri nepoškodovane (sploščene), verjetno rimskodobne gomile v vrsti. Premer gomil je od 17,5 m do 19,6 m, višina pa od 1,4 m do 1,6 m. |
|       | Zadravčeva viničarija             | 17534              | Okoslavci      | 2007             | lokalnega pomena | profana stavbna dediščina   | 19. stoletje         | Lesena, delno podkletena viničarija s tlorisom v obliki črke L je ohranila prvotno tlorisno zasnovo. Pokriva jo opečna dvokapnica, prvotna kritina je bila slama. Stavbno pohištvo je ohranjeno. Stavba stoji pri hiši Okoslavci 49.                                                                          |
|       | Domačija Paričjak 16              | 509                | Paričjak       | 2007             | lokalnega pomena | profana stavbna dediščina   | konec 19. stoletja   | Cimprana, ometana in s slamo krita domačija s tlorisom v obliki črke L. Pod skupno streho je stanovanjski in gospodarski del. Nad vhodom je letnica 1885. Zaradi neustreznih posegov je domačija izgubila spomeniške lastnosti.                                                                               |
|       | Domačija Paričjak 22              | 14056              | Paričjak       |                  |                  | profana stavbna dediščina   | sredina 19. stoletja | Domačijo na vogel tvori pritlična zidana hiša z gospodarskim delom, s tlorisom v obliki črke L. Na kamnitem vhodnem portalu je letnica 1841. Fasada stanovanjskega dela je bogato profilirana. |
|       | Domačija Paričjak 23              | 14057              | Paričjak       | 2007             | lokalnega pomena | profana stavbna dediščina   | sredina 19. stoletja | Pritlična zidana hiša z letnico 1841 na kamnitem vhodnem portalu ima bogato fasadno profilacijo in je krita z opečno čopasto streho. Pritličen podaljšek v obliki črke L pod isto streho združuje bivalni in gospodarski del.                                                                                 |
|       | Kapelica pri hiši Paričjak 4      | 14058              | Paričjak       |                  |                  | sakralna stavbna dediščina  | začetek 20. stoletja | Velika kapelica z zvonikom z začetka 20. stol. Fasada je členjena z lizenami, trikotnim čelom nad vhodom in polkrožno oblikovanimi odprtinami. |
|       | Vinska klet na Kapeli             | 23245              | Paričjak       | 2007             | lokalnega pomena | profana stavbna dediščina   | sredina 20. stoletja | Proizvodna vinska klet, ena izmed petih slovenskih kleti enotne zasnove, katerih projekte je izdelal Slovenijaprojekt pod vodstvom inž. Josipa Didka (1957-58). Zasnova obsega stavbi krožnega tlorisa, povezani (1974) s pritličnim veznim delom. Vinska klet stoji pod Kapelskim Vrhom v Paričjaku št. 22a. |
|       | Zidanica Paričjak 24              | 14060              | Paričjak       |                  |                  | profana stavbna dediščina   | konec 18. stoletja   | Prenovljena nadstropna gosposka zidanica, s preurejenim gospodarskim delom dodanim v L, ima na vhodnem kamnitem portalu letnico 1796. Manjše gospodarsko poslopje in vodnjak sta originalno ohranjena. |
|       | Znamenje                          | 966                | Paričjak       | 2007             | lokalnega pomena | sakralna stavbna dediščina  | 17. stoletje         | Kužno stebrno znamenje iz 17. stoletja ima je tabernakljasti nastavek, na katerem je križ. Višina slopastega kamnitega znamenja, ki je bilo nedavno restavrirano (restavriral Mitja Stanek leta 2002) je 3,2 m. Znamenje stoji nasproti hiše Paričnjak 22.                                                    |
|       | Znamenje pri hiši Paričjak 13     | 14059              | Paričjak       | 2007             | lokalnega pomena | sakralna stavbna dediščina  | sredina 19. stoletja | Neogotsko znamenje kvadratnega tlorisa iz sredine 19. stoletja ima vse štiri strani enako oblikovane z neogotsko oblikovanimi nišami in čeli. V nišah so poslikave. |
|       | Kapelica pri hiši Rački Vrh 14    | 14065              | Rački Vrh      |                  |                  | sakralna stavbna dediščina  | 19. stoletje         | Kapelica iz 19. stoletja predstavlja tip enostavne kapelice brez profilacije. Ob cesti ima veliko nišo ob straneh dve manjši. |
|       | Perkova zidanica                  | 989                | Rački Vrh      | 2007             | lokalnega pomena | profana stavbna dediščina   | konec 19. stoletja   | Podkletena (obokana klet) gosposka zidanica s konca 19. stoletja ima v nadstropju lesen gank. Preša ni ohranjena. Ob njej stoji zidana pritlična viničarija z gospodarskim poslopjem ter lesen osemkotni vodnjak, nekoč prekrit s slamo. Zidanica stoji v Račkem Vrhu št. 19.                                 |
|       | Kapela sv. Ane                    | 960                | Radenci        | 2007             | lokalnega pomena | sakralna stavbna dediščina  | konec 19. stoletja   | Večja neogotska kapela s prečno ladjo in fasadnim zvonikom iz l. 1895. Postaviti jo je dala vdova Romana Henna, katerega oče je l. 1833 odkril prvi termalni vrelec. Kapela stoji v zdraviliškem parku. |
|       | Kapelica                          | 970                | Radenci        |                  |                  | sakralna stavbna dediščina  | konec 19. stoletja   | Kapelica iz leta 1878 z zvoničkom, ki posnema vaške cerkvice. V njej je baročni kip Marije z detetom in rokokojska svečnika iz 18. stol. Kapelica stoji Kapelski cesti št. 31. |
|       | Rimskodobna gomila Gaj            | 951                | Radenci        | 2007             | lokalnega pomena | arheološka dediščina        | rimska doba          | Nepoškodovana rimskodobna gomila s premerom 22 m in višino 0,5 m. |
|       | Zdravilišče Radenci               | 946                | Radenci        | 2007             | lokalnega pomena | naselbinska dediščina       | konec 19. stoletja   | Zdravilišče, uradno odprto l. 1882, z naseljem in parkom. Razvijati se je začelo po l. 1833, ko je K. Henn odkril prvi termalni vrelec. Glavne nastanitvene stavbe so Velika Terapija, Zdraviliški dom (hotel Radin), nekdanja depandansa (hotel Miral).                                                      |
|       | Zdraviliški park                  | 14066              | Radenci        |                  |                  | vrtnoarhitekturna dediščina | konec 19. stoletja   | Park izvira iz druge polovice 19. stoletja. Leta 1936 je Ilse von Fischerauer znotraj območja oblikovala t. i. sončni park - arhitekturni vrt. V parku stoji več stavb z začetka 20. stoletja. |
|       | Znamenje                          | 969                | Radenci        | 2007             | lokalnega pomena | sakralna stavbna dediščina  | začetek 19. stoletja | Visoko zidano nadstropno znamenje iz 1. pol. 19. stol. Na stranskih fasadah ima po dve niši in prav tako po dve nekoliko višji niši na obcestni fasadi. Fasada je členjena z gladkimi lizenami. |
|       | Zidanica Radenski Vrh 31          | 13601              | Radenski Vrh   |                  |                  | profana stavbna dediščina   | konec 19. stoletja   | Večja, iz kamna zidana stavba z mogočno obokano kletjo izvira iz 19. stoletja, a je bila kasneje večkrat prezidana. Delno je ohranjeno staro stavbno pohištvo. |
|       | Zidanica Radenski Vrh 32          | 990                | Radenski Vrh   | 2007             | lokalnega pomena | profana stavbna dediščina   | konec 19. stoletja   | Nadstropna gosposka zidanica z opečno dvokapnico in obokano kletjo je s konca 19. stoletja. V nadstropju je po dolžini dvoriščne in čelne fasade lesen izrezljan gank. V pritličju je prizidek s prešo. |
|       | Kapelica                          | 14069              | Spodnji Kocjan |                  |                  | sakralna stavbna dediščina  | začetek 20. stoletja | Kapelica zaprtega tipa je iz prve polovice 20. stoletja. Edini poudarek je na trikotnem čelu s poslikavo sv. Trojice. Kapelica stoji pri hiši Spodnji Kocjan 15a. |
|       | Utrdba Atilov grad                | 941                | Spodnji Kocjan | 2007             | lokalnega pomena | arheološka dediščina        | srednji vek          | Z dvojnim jarkom in nasipom (s sledovi palisad) utrjena vzpetina; morda utrdba (zatočišče) pred napadi Madžarov v 10. stol. Ljudsko izročilo govori o Atilovem grobu oziroma gradu. |
|       | Domačija Šratovci 13              | 14073              | Šratovci       |                  |                  | profana stavbna dediščina   | konec 19. stoletja   | Domačijo sestavljajo zidana hiša z gospodarskim poslopjem, postavljenim pravokotno nanjo, preša z letnico 1927, svinjaki ter pomožno gospodarsko poslopje. Hiša je v osnovi iz 19. stol., 1924 prenovljena (letnica na portalu).                                                                              |
|       | Domačija Šratovci 32              | 14075              | Šratovci       | 2007             | lokalnega pomena | profana stavbna dediščina   | konec 19. stoletja   | Domačijo sestavljajo pritlična zidana vrhkletna kmečka hiša z bogato fasadno profilacijo in letnico 1875 na kamnitem portalu, dve ločeni gospodarski poslopji, ki služita kot hlev in skedenj ter kovačija z ohranjenim inventarjem.                                                                          |
|       | Domačija Šratovci 39              | 14074              | Šratovci       | 2007             | lokalnega pomena | profana stavbna dediščina   | konec 19. stoletja   | Domačijo sestavljajo pritlična zidana vrhkletna hiša z letnico 1887 na kamnitem portalu in z bogato fasadno profilacijo, visoko pritlično gospodarsko poslopje iz leta 1905, novejše gospodarsko poslopje in vodnjak.                                                                                         |
|       | Hiša Šratovci 12                  | 14076              | Šratovci       |                  |                  | profana stavbna dediščina   | začetek 20. stoletja | Kmečka hiša s petosno obcestno vhodno fasado in triosno zatrepno fasado je bila zgrajena 1904. Je vrhkletna, s poudarjeno fasadno profilacijo in kamnitim pravokotnim vhodnim portalom. |
|       | Kapelica                          | 14077              | Šratovci       |                  |                  | sakralna stavbna dediščina  | sredina 19. stoletja | Kapelico z vitkim zvonikom iz sredine 19. stoletja členijo pilastri, podstrešni venec, trikotno zaključeni okni in vratna odprtina. Nad vrati je poslikava. |
|       | Kapelica                          | 14082              | Turjanci       |                  |                  | sakralna stavbna dediščina  | 19. stoletje         | Kapelica odprtega tipa na kvadratnem tlorisu je iz 19. stoletja. Je brez profilacije in jo pokriva piramidalna streha. |
|       | Rimskodobna gomila                | 952                | Turjanski Vrh  | 2007             | lokalnega pomena | arheološka dediščina        | rimska doba          | Nepoškodovana rimskodobna gomila. |